# Petr Deljan
Petr Deljan (jiná jména: Petr II., krátce Deljan; bulharsky Петър Делян, Petăr Deljan, starořecky Πέτρος Δολιάνος / Δελεάνος, Petros Dolianos/Deleanos; ?– po 1041, Konstantinopol) byl vůdce bulharské vzpoury proti Byzantské říši za vlády Michala IV. v letech 1040–1041. Jeho původ je nejasný, podle Skylitza byl otrokem v Konstantinopoli, odkud utekl do Bulharska. Sám o sobě mezi Bulhary prohlašoval, že je synem/vnukem (Skylitzes) cara Samuila. Byzantský kronikář Ioannes Zonaras jej pokládal za nelegitimního syna komitopula Árona. Deljanovo jméno slovansky znamená vítěz, byzantský historik Michael Psellos však jeho jméno demagogicky změnil na Dolianos a spojil jej tak s řeckým slovem dolios (lstivý).

## Deljanovo povstání

Mapa ukazují území, kde bylo povstání Petra Deljana rozšířeno

Příčinou vzpoury bylo značné zhoršení hospodářské situace v Bulharsku, které nastalo poté, co byla na místní obyvatelstvo Ioannem Orfanotrofem uvalena daň aerikon, což znamenalo, že obyvatelstvo neodvádělo nadále daně v podobě naturálií, jak bylo zvykem za První bulharské říše a Basileia I., ale podle byzantského zvyku v peněžní podobě. Povstání vypuklo v Bělehradě, odkud Deljan vtrhl do Nišu a Skopje. Povstání se brzy rozšířilo do velké části bývalé Samuelovy říše a k vzbouřencům se dokonce přidaly byzantské jednotky z Them v Dyrrhachionu a Nikopolis. Dyrrhachionská vojska během povstání zvolila za bulharského panovníka Tichomíra, avšak po tom, co se obě povstalecké jednotky setkaly, Deljan docílil Tichomírova sesazení a ukamenování. Významným prvkem vzpoury byla podpora bulharských bojarů. Krátce po vypuknutí se do Bulharska dostal syn posledního bulharského cara Ivana Vladislava Alusianos a Deljanovi nezbývalo, než legitimního následníka bulharského carského rodu přijmout jako spoluvládce. Povstání se mezitím rozšířilo do značné části Balkánu a v Řecku proniklo až k městu Théby. Při pokusu o dobytí Soluně však bylo povstalecké vojsko poraženo a Alusianos pro záchranu svého života nechal Deljana uvěznit, oslepit a poslal jej do Konstantinopole. Tam byl pak Deljan veden v triumfálním průvodu před městským lidem a následně popraven.

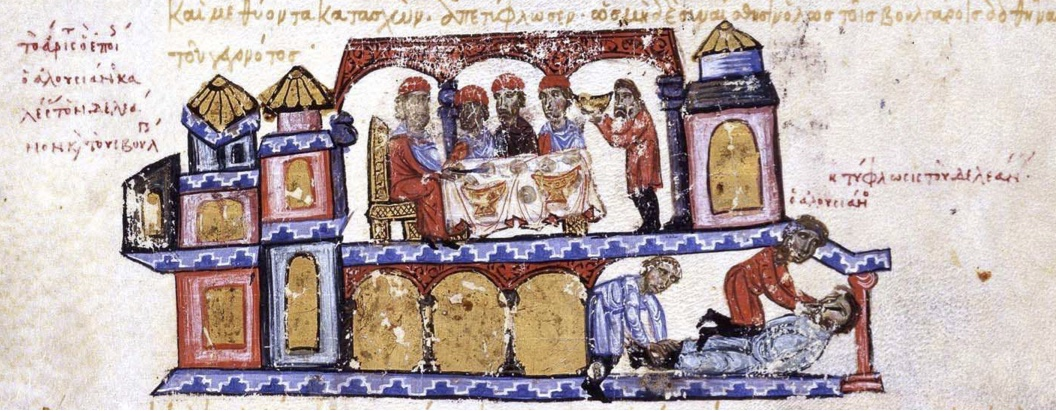
Alusian pozve Petra Deljana na večeři, kde jej oslepí. Miniatura z Madridského rukopisu